# 君よ八月に熱くなれ
君よ八月に熱くなれ（きみよはちがつにあつくなれ）は、作詞：阿久悠、作曲：中田喜直により作られた歌である。

## 解説
1977年夏季編成で放送された「あゝ甲子園」（朝日放送）のテーマソングとして初めて披露された。その後1981年から全国大会のテレビ中継の各試合のオープニング曲（ちなみにエンディング曲はトランペットのソロによるバラードバージョン）として定着し、更に『熱闘甲子園』で、大阪府立淀川工業高等学校（現、大阪府立淀川工科高等学校）吹奏楽部の演奏によりタイトルテーマバックに使用（1988年まで）されたことにより有名になった。
曲は「栄冠は君に輝く」のような行進曲調のメロディーでは無く、詞も親しみやすく風情があるため、様々なアーティストが歌ったりアレンジしたりしている。
また、ゲームソフト「甲子園」でもオープニングに使われていた。

## 「真赤な風」
高岡健二が歌ったオリジナルバージョン（1977年）には、カップリング曲（B面）として同じ阿久・中田コンビによる「真赤な風」が収録されていた。この曲は勇壮な「君よ－」とは対照的に、夏から秋への季節の変わり目をイメージした、非常に哀愁に満ちた物悲しい歌詞・メロディーに仕上がっている。朝日放送アナウンサー（当時）の太田元治、植草貞夫はこの曲が高校野球に相応しいと好んでいた、とされる。

## 歌唱（演奏）していた主なアーティスト
- 初代:高岡健二（1977年）CD化もされている。
- 二代目:堤大二郎（1980年代）テレビ中継の各試合オープニングで使われた。

### 復活版
- 夏川りみ（2003年）熱闘甲子園挿入歌。
- 西浦達雄（2008年）決勝戦のエンディングに使用。
- 松浦雅也（シンセサイザーバージョンへのアレンジ・演奏）速報!甲子園への道テーマソング。
- 大阪府立淀川工科高等学校吹奏楽部（インストバージョンの演奏）熱闘甲子園テーマソング。
- 川上ジュリア（2011年）熱闘甲子園挿入歌。CD化もされている。